# Geschichte des Städtebaus in China

## Vorgeschichte
Als sich in der Jungsteinzeit die Landwirtschaft in der chinesischen Tiefebene ausbreitete, entstand eine bäuerliche Kultur, zunächst in Weilern und später in Dörfern. Es waren einzelne verschiedene Kulturen, die sich frühzeitig gegen den Einfall von Nomadenstämmen aus dem Norden schützen mussten. So entstanden erste Fluchtburgen und Siedlungen mit Erdwällen. Die Gesellschaft spaltete sich bald in Beschützte und Schützer, aus denen sich die feudale Klasse entwickelte. Diese fing an, Paläste und Burgen zu bauen. Städte hatten in dieser Zeit oftmals schon beachtliche Größen. Taosi war etwa 280 Hektar groß und von einer Mauer umgeben, die an den Fundamenten bis zu 10 m breit war. Innerhalb des ummauerten Stadtgebietes gab es ein weiteres, kleineres ummauertes Gebiet, in dem wahrscheinlich die herrschende Klasse lebte und wohl auch Tempel oder vergleichbare Strukturen standen. Eine kleinere Stadt ist Wangchenggang mit etwa 30 Hektar. Hier ist ein rechteckiges Gebiet von einer Erdmauer umgeben, die etwa 10 m breit ist. Im Nordosten des Stadtgebietes sind zwei kleinere Bezirke nochmals extra ummauert. Es ist unbekannt, ob dieses kleinere Gebiet Teil der größeren Wallanlagen war, oder ob die verschiedenen Mauern zu verschiedenen Zeiten standen.

## Erlitouund dieXia-Dynastie
Zum jetzigen Zeitpunkt kann die Xia-Dynastie nicht eindeutig archäologisch nachgewiesen werden. Sie wird jedoch in Verbindung mit der Stätte Erlitou gebracht. Es kann gut sein, dass dies eine Hauptstadt der Xia war. Erlitou war mit etwa 300 ha eine ausgesprochen große Stadt, die etwa 1900 bis 1550 v. Chr. bewohnt war. Im Unterschied zu den neolithischen Städten gab es keine Stadtmauer. Im Zentrum stand ein rechteckiger Palastbezirk, der zunächst auch unbefestigt war, im Laufe der Zeit aber eine Mauer aus gestampfter Erde erhielt. Innerhalb des Bezirkes standen diverse Plattformen, auf denen einst sicherlich öffentliche Gebäude und Paläste standen. Die Paläste bestanden jeweils aus einem großen Hof, an dessen Nordseite der eigentliche Palast stand, bei dem es sich um ein einfaches, vergleichbar kleines, rechteckiges Gebäude handelte. Weitere Plattformen standen außerhalb des Palastbezirkes. Es mag sich um Wohnbauten der Oberschicht handeln.

## Shang-Dynastie
Die Shang existierten bereits neben der Xia-Dynastie und bauten in dieser Zeit auch schon kleinere Residenzstädte.
Ihre Hauptstädte nach chronologischer Reihenfolge waren: Xibo, Ao, Xiang, Geng, Bi und Yin.
Xibo, Ao und Yin sind ausgegraben wurden die anderen wurden noch nicht entdeckt und existieren momentan nur in der chinesischen Geschichtsschreibung.
Xibo (westliches Bo) war die erste Hauptstadt (1548–1399 v. Chr.) der Shang, nach ihrer vorherigen Residenzstadt Bo benannt. Die Stadt war von einer Mauer umgeben, die sich an den Himmelsrichtungen orientierte. Außerhalb der Stadt befindet sich das Grab des ersten Shang Königs und seines ersten Ministers. Bislang wurden sieben Tore gefunden: drei an der West- und Ostseite und eins im Norden. Sie waren durch Straßen verbunden, die ein Straßenraster formten. Dieses Raster wurde von einem, mit festgestampfter Erde gebauten Podest, unterbrochen auf dem sich der Palast befand.
Die zweite bekannte Stadt der Shang-Dynastie ist Ao (heute Zhengzhou) (1399–1380 v. Chr.). Sie war rechtwinklig angelegt und hatte eine Fläche von 3 km². Ihre Mauer bestand aus festgestampften Schichten, 8–10 cm dick.
Die dritte ausgegrabene Stadt ist Yin oder Yinxu (heute Anyang) aus dem 14.–11. Jahrhundert v. Chr.

## Zhou-Dynastie
Westliche Zhou-Dynastie
Anfang des 1. Jahrtausends v. Chr. scheint es, dass in der westlichen Zhou die Traditionen der Shang-Dynastie fortbestanden. Nur wenig ist zu ihren Städten bekannt.
Östliche Zhou-Dynastie (7. bis 6. Jahrhundert v. Chr.)
In dieser Zeit entstanden mehrere Kleinstaaten, und damit wuchs auch die Anzahl der Städte, von denen einige ausgegraben wurden und die damit viel besser als die Zhou-Dynastie-Städte bekannt sind. Xinzheng war zunächst die Hauptstadt der Zheng und wurde später Hauptstadt der Han-Dynastie. Die Stadt hatte einen unregelmäßigen Plan, da sie zwischen zwei Flüssen lag. Innerhalb des 15 hm2 großen Stadtgebietes fanden sich Plattformen für Paläste. Werkstätten, aber auch Friedhöfe. Linzi ist ein anderes Beispiel einer Stadt dieser Zeit. Die Stadtanlage ist rechteckig angelegt. Im Südwesten befindet sich ein durch eine Mauer abgegrenztes Stadtviertel, das ca. 3 km² groß ist und als Palastviertel interpretiert wird. Diese deutliche Unterteilung deutet starke soziale Unterschiede an. Die Oberschicht scheint sich hier gegen eventuelle Unruhen der Bevölkerung geschützt zu haben.
Hsin-t'ien (6.–5. Jahrhundert v. Chr.) war eine kleine Stadt und wahrscheinlich die Hauptstadt des Chin-Staates. Im Zentrum lagen Paläste, die von Erdwällen gesichert wurden. Die Handwerkerviertel lagen außerhalb.
Lin-tzu war zur gleichen Zeit, im Ch'i-Staat, im heutigen Shandong, eine relativ große Stadt. Hier lebten 70.000 Familien. Die Handwerkerviertel waren hier schon innerhalb der Stadtbefestigung.

## Qin-Dynastie(221 v.Chr. – 206 v.Chr.)
Qin Shihuangdi einigte China zum ersten Mal 221 v. Chr. Seine Hauptstadt war damals Hsien-yang nahe Chang’an, der späteren Hauptstadt der Qin-Dynastie, dem heutigen Xi’an. Hier wurden 145 zerstörte Paläste und Pavillons, der eroberten Mächte, rekonstruiert.
Er siedelte hier Bürger aus allen Teilen Chinas an um seinen Einfluss zu sichern.

## Han-Dynastie(206 v.Chr. bis 220)
In der Han-Zeit wurden viel Stadtanlagen der Zeit der streitenden Reiche übernommen. Die Han errichteten darauf, an ihre Verwaltung angepasste Städte.
Mehr als 37.000 Städte scheint es in der frühen Han-Zeit (206 v. Chr. – 9) gegeben zu haben, während es in der späten Han-Zeit (25–220) nur noch circa 17.000 gab. Dies ist auf die damalige Zentralisationspolitik zurückzuführen, die die Bevölkerung in die Vorstädte holte.
Chang’an(heuteXi’an), die Hauptstadt der Han-Dynastie, war eine nahezu quadratische Stadt, nach den Himmelsrichtungen ausgerichtet, deren Umfang 25,1 km betrug. Die Einfriedung wurde 192–189 v. Chr. gebaut und hatte eine Höhe von 18 m und einer Stärke von 16 m. Auf jeder Seite gab es drei Tore, wobei jedes drei Eingänge besaß.
Die Paläste und Wohnhäuser der Aristokratie befanden sich im Zentrum und im Süden der Stadt und nahmen ungefähr 2/3 des gesamten Stadtgebiets in Anspruch. Im Nordosten befanden sich die Wohnviertel der Bevölkerung, während im Nordwesten die Verwaltung und die Handwerkerviertel waren. An der nordsüdlichen Hauptverkehrsader befanden sich die neun wichtigsten Märkte der Stadt. 160 geschlossene Viertel besaß Chang’an, die alle durch rechtwinklige Straßen voneinander getrennt waren. Diese Aufteilung wird seitdem meist beibehalten. Luoyang war eine andere bedeutende Stadt der Han-Dynastie und folgt einem vergleichbaren Plan. Das ummauerte Stadtgebiet umfasste etwa 9,5 km². Die Stadtmauer hatte 12 Tore. Die Straßen sind rechtwinklig angelegt mit einer Hauptstraße im Zentrum der Stadt. Die Paläste nahmen etwa 1/3 des Stadtgebietes ein. Diese Palastbezirke waren ummauert.

## Sui-Dynastie(590–617)
Mit der relativ kurzlebigen aber bedeutenden Sui-Periode setzte in China ein starkes Bevölkerungswachstum ein. Die Sui-Dynastie war ursprünglich türkischer Herkunft, ihre Herrscher begannen mit zahlreichen Reformprojekten, die das Land aber steuerlich bzw. in Bezug auf öffentliche Arbeiten stark beanspruchten und die Dynastie so vorzeitig zu Fall brachten. Changan (heute Xi’an) wurde wieder Hauptstadt von China und zusammen mit Luoyang um 600 ausgebaut (das neue Chang’an wurde unter dem Architekten Yuwen Kai im Nordwesten der alten Stadt errichtet).
Der Beginn des Baus des Kaiserkanals zwischen Nord- und Südchina zwecks Getreide- und Truppentransport und die Verlängerung der Großen Mauer nach Westen hin waren weitere bauliche Großprojekte der Periode.

## Tang-Dynastie(618–907)

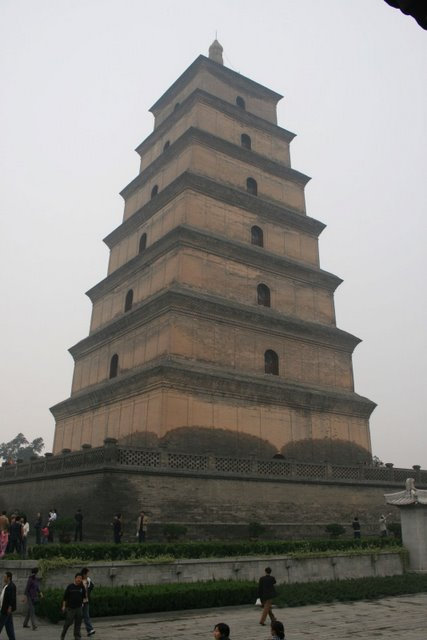
Große Wildganspagode, aus 652, Teil einer Klosteranlage, die Kaiser Gaozong zum Gedenken an seine verstorbene Mutter in Changan errichten ließ

Unter Kaiser Tang Taizong (626–649) und Tang Gaozong (verstorben 683) blühte die alte Hauptstadt Changan erneut auf und wurde zur damals größten Stadt der Welt. Ihre Bevölkerungszahl wird auf etwa eine Million Menschen geschätzt. Die Stadtmauern bildeten ein Rechteck von 9,6 mal 8 Kilometern. Zwölf breite Parallelstraßen führten von Ost nach West, neun Straßen führten von Nord nach Süd. Vom großen Südtor und zielte eine hundertfünfzig Meter breiten Hauptstraße in Richtung „Kaiserliche Stadt“, ein Rechteck innerhalb des Rechtecks, das die Regierungsgebäude und Ministerien beherbergte. Zu beiden Seiten dieser Enklave, befanden sich die beiden viereckigen Marktplätze. Hinter der „Kaiserlichen Stadt“ lag der Kaiserpalast, und hinter diesem – vor dem Nordtor der Palastgarten. Die Stadt war in 112 Wohnviertel unterteilt, die sich selbst verwalteten und durch Mauern des Nachts voneinander abgeriegelt wurden.
Eine Hochblüte des Kunsthandwerks und der Luxusgüterproduktion war ebenso kennzeichnend für die Metropole wie deren multiethnische Bewohnerschaft.

## Song-Dynastie(960–1279)
Kennzeichnend für diese Periode war starkes wirtschaftliches Wachstum und zunehmende Verflechtung. Die einzelnen Regionen waren wirtschaftlich nicht mehr autark, d. h. bestimmte Regionen standen nun für bestimmte Produkte (Eisen, Zucker, Reis, Tee), und das beeinflusste Binnenhandel und -verkehr positiv. Die Städte nahmen einen Aufschwung, unabhängig von ihrer jeweiligen politischen Bedeutung. Ihre Bevölkerungszahl nahm zu, ausgelöst durch die Landflucht und das Bevölkerungswachstum. Einzelne Stadtteile trennende Mauern verschwanden und Läden, Werkstätten und Märkte waren nicht mehr an vorgeschriebene Orte gebunden. Die Gentry erlaubte zudem eine soziale Gesetzgebung, was die Wohlfahrt begünstigte (z. B. 1089 Amt für Altersheime, 1102 Krankenpflegeamt). Das städtische Bürgertum (Grundeigentümer, Kaufleute) wurde wohlhabend, was den Luxuskonsum stimulierte.
Unter den wirtschaftlichen Neuerungen sind hervorzuheben: die Zunahme des Block- und Buchdrucks, die Einführung des Papiergelds 1024, eine Weiterentwicklung der Schifffahrt (ca. 1090 Nutzung des Kompasses, 984 Kanalschleuse), 12. Jahrhundert verstärkter Einsatz des Schaufelrads, Tiefenbohrungen nach Sole und Erdgas (bis 900 m), bessere Militärtechnik (Schießpulver auf 1044 datiert) und Weiteres. Die Literatur blühte auf vielen Gebieten (Enzyklopädien, Technik, Medizin, Romane, Architektur, Religion, fremde Länder) und analog dazu gab es eine Zunahme öffentlicher wie privater Schulen und Bibliotheken.
Die Abwanderung von Bauern in die Städte des 12. Jahrhunderts schuf ein reiches Reservoir an Arbeitskräften. In den staatlich betriebenen Manufakturen arbeiteten bis zu 7000 Arbeitskräfte; und in privaten Manufakturen – in den Bereichen der Ziegel-Brennereien und der Lack- und Porzellanherstellung – arbeiteten zumindest bis zu 1200 Arbeitskräfte. Diese privaten Manufakturen arbeiteten aber stets den großen staatlichen Manufakturen zu.

## Yuan-Dynastie(1280–1368)
Diese von Kublai Khan proklamierte Dynastie war eigentlich eine Fremdherrschaft. Der Großkhan verlegte ab 1264 die mongolische Reichshauptstadt schrittweise von Karakorum nach Peking und übernahm die Verwaltungspraktiken der Chinesen und bis zu einem gewissen Grad auch ihre Kultur. Seine Politik, zusammen mit seinem Residenzwechsel brachte ihm die Missbilligung eines bedeutenden Teils des mongolischen Adels ein, unter der Pax Mongolica des Kublai Khan kam es allerdings zu einer Blüte des internationalen Handels. In seinem Reisebericht („Il Milione“) überliefert Marco Polo aus dieser Zeit die bewundernde Schilderungen chinesischer Städte.
In der Oasenstadt Shazhou, heute Dunhuang, sah Marco Polo, seinem Bericht nach erstmals eine große Zahl von Chinesen, die sich damals in einem der größten buddhistischen Zentren Chinas angesiedelt hatten. Die Reisegruppe durchquerte anschließend die Städte Anxi, Yumen, Zhangye und kam 1275 in Schangdu (Schang-tu) als ihrem eigentlichen Reiseziel an. Dort traf Marco Polo angeblich Kublai Khan in seiner Sommerresidenz. Kublais Reich erstreckte sich damals von China bis in das Gebiet des heutigen Irak.
Als angeblicher Präfekt des Khans will Marco Polo China über mehrere Jahre durchstreift haben. Sein Bericht nennt unter anderem die Städte Daidu und Xi’an, Kunming und Yangzhou, dem damaligen Sitz der Regionalregierung. In den zahlreichen Handwerksbetrieben dieser Stadt wurden Harnische für die Armee des Khan hergestellt. Marco Polos Lieblingsstadt war Quinsai, das heutige Hangzhou. Er schwärmt von prächtigen Palästen und öffentlichen Warmbädern sowie vom Hafen, in dem Schiffe aus ganz Asien einliefen und Gewürze, Perlen und Edelsteine ausluden.

## Ming-Dynastie(1368–1643)

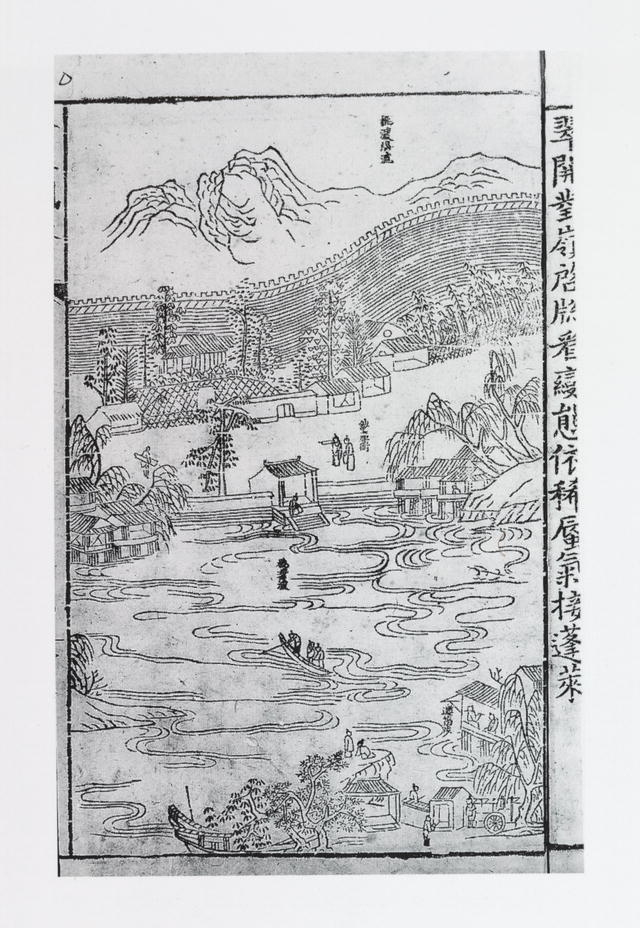
Ansicht aus Nanjing, 1624

Der erste Ming-Kaiser Hongwu erhob Nanjing 1368 erneut zur Hauptstadt Chinas und gab ihr den Namen Yingtian. In 21 Jahren bauten ca. 200.000 Arbeiter Nanjing zur größten Stadt der damaligen Welt mit einer geschätzten Einwohnerzahl von knapp einer halben Million aus. Aus dieser Zeit datiert die heute noch weitgehend erhaltene Stadtmauer. Nanjing erreichte damals erheblichen Wohlstand. Neben der traditionellen Textilindustrie konnten sich nunmehr auch Druckereiwesen und Schiffbau etablieren; Nanjing war damals Werftstadt für die größten Segelschiffe des Mittelalters und Heimathafen der Schatzflotte des Admirals Zheng He. Von hier aus gingen seine Reisen nach Indien, Arabien und Afrika. Nachdem Kaiser Yongle die Hauptstadt 1421 nach Peking („Nördliche Hauptstadt“) verlegt hatte, gab er Yingtian erstmals ihren heutigen Namen Nanjing, was mit „Südliche Hauptstadt“ übersetzt werden kann.
Nach seiner Thronbesteigung residierte Yongle vorerst noch in Nanjing. Dort ließ er zu Ehren seiner Mutter als erstes großes Bauprojekt den Bao’en-Tempel mit der berühmte Porzellanpagode errichten. Seine alte Residenz Beiping nannte er in Shuntian (Dem Himmel gehorsam) um.
Bereits 1406 ließ Yongle verkünden, dass er die Hauptstadt in den Norden verlegen würde. Dabei nannte er Shuntian in Peking, die Nördliche Hauptstadt, um. Die Baupläne waren umfangreich. Sowohl den Kaiserpalast von Nanjing als auch die alten Paläste der Mongolen befand der Kaiser als zu klein und zu wenig repräsentativ. Die gesamte Innenstadt des einstigen Dadu der Yuan-Khane wurde dem Erdboden gleichgemacht. Peking sollte völlig neu erstehen. Als Abbild der Weltordnung umfasste es vier Bezirke, die quadratisch ineinandergeschachtelt waren. Im Zentrum wurde die Purpurne Verbotene Stadt errichtet, die etwa doppelt so groß war wie die alten Paläste. Gefolgt von der Kaiserstadt, in der sich kaiserliche Parkanlagen, die westlichen Seenpaläste und weitere Residenzen für Prinzen und Beamte befanden. Danach folgten die innere und die äußere Wohnstadt für die normale Bevölkerung.
Bereits zum Ende der Yongle-Regierung umfasste Peking mit seinen Außenbezirken etwa 350.000 Einwohner. Seit 1408 verbrachte der Kaiser die meiste Zeit in Peking, um die Bauarbeiten persönlich zu überwachen. Er ließ seinen Kronprinzen Zhu Gaozhi in Nanjing zurück, der dort einen provisorischen Regentschaftsrat leitete und die alltägliche Routine erledigte. Nanjing wurde offiziell erst 1421 zur Nebenresidenz degradiert und musste damit Peking als Regierungssitz weichen.
Die ausschlaggebenden Punkte für eine Verlagerung der Hauptstadt waren zum einen, dass Yongle, eigentlich ein Usurpator, die Region von Nanjing verlassen wollte, da ihm diese als am wenigsten vertrauenswürdig erschien. In Nanjing hatte sein Neffe Jianwen regiert, dort gab es noch immer Kräfte, die gegen ihn arbeiteten. Seine alte Residenz im Norden war zugleich seine Machtbasis, wo es zahlreiche mächtige Familien gab, die ihm den Aufstieg verdankten. Zum anderen war das Mongolenproblem noch immer präsent. Im fernen Nanjing war er abgeschnitten von den Ereignissen an den Grenzen. Da Yongle eine offensive Politik gegen die nördlichen Gebiete plante, brauchte er räumliche Nähe zur Steppe und kurze Reaktionszeiten für die Armee. In Peking boten sich also innen- wie außenpolitische Vorteile an.
Yongle ging darüber hinaus als einer der baufreudigsten Kaiser Chinas in die Geschichte ein. Neben dem neuen Palastbezirk von Peking ließ er in seiner neuen Hauptstadt zahlreiche große Tempelanlagen erbauen, darunter den Himmelstempel für das Opfer an die höchste kosmische Ordnung und viele bekannte Bauten mehr. Um Peking mit ausreichend Nahrungsmitteln aus dem Süden versorgen zu können, ließ Yongle den Kaiserkanal restaurieren und bis vor die Stadt ausbauen. Die gewaltigen Mengen an Gütern, die Peking verschlang, machten den Kanal bald wieder zur Haupthandelsroute des Reiches.

## Qing-Dynastie(1644–1911)

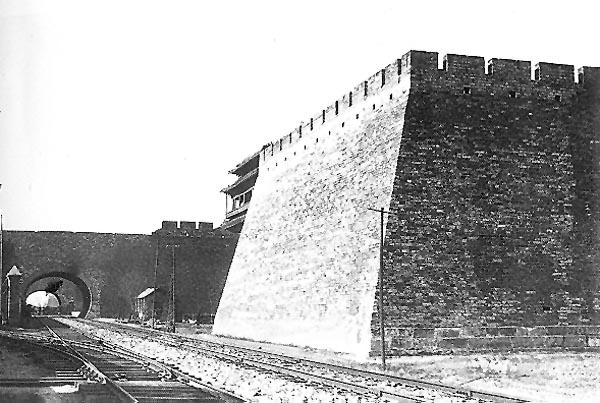
Teile der Stadtmauer Pekings (Inner City), 1902

Die Dynastie ist, wenigstens ursprünglich als Fremdherrschaft anzusprechen. Wie zur Yuan-Zeit waren Ehen zwischen Chinesen und dem Herrenvolk der Mandschu verboten, was auch städtebauliche Folgen hatte. Die Hauptstadt Peking wurde zweigeteilt, eine Teilstadt für Mandschu im Norden, eine für Chinesen im Süden geschaffen. Die Mandschurei wurde für Han-Chinesen gesperrt. Das Verbot der Mischehe wurde jedoch insbesondere von der Mandschu-Elite missachtet. Selbst die Qing-Kaiser nahmen Han-Chinesinnen als kaiserliche Nebenfrauen an, bereits Kaiser Kangxi hatte eine solche zur Mutter. Auch die Zweiteilung Pekings wurde dadurch höchst durchlässig, da die Innere (also nördliche) Stadt genau genommen den Armeeangehörigen und Verwaltungsangehörigen der Acht Banner vorbehalten war. Die meisten Bannerleute waren aber Chinesen und keine Mandschu. Um 1700 wohnten in der Nordstadt Pekings bereits über 70 % Han-Chinesen und die Mandschu bildeten eine deutliche Minderheit, soweit man durch die Einheirat der Han-Chinesen überhaupt noch von echten Mandschu sprechen kann.
Gegen Ende der Dynastie, unter der Regentschaft von Kaiserinwitwe Cixi kam es zu großen Repräsentationsbauvorhaben, die im Gegensatz zur realen Schwäche des Reiches standen. So wurde ein Neuer Sommerpalast (Peking) errichtet, für den Mittel abgezweigt wurden, die eigentlich dem Aufbau der Marine dienen hätten sollen.

## 20. und 21. Jahrhundert

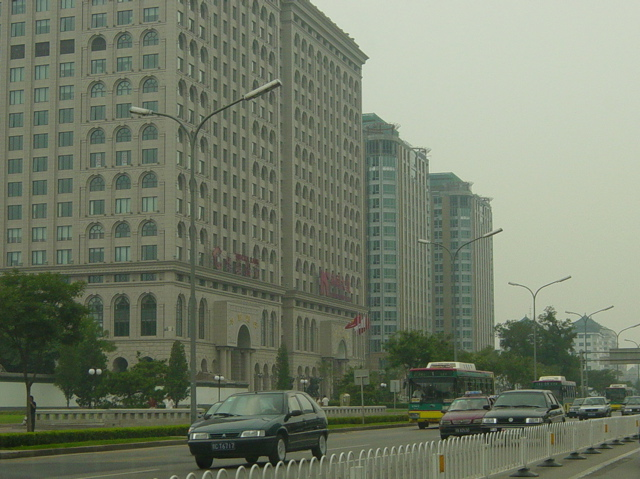
Changan-Allee in Peking

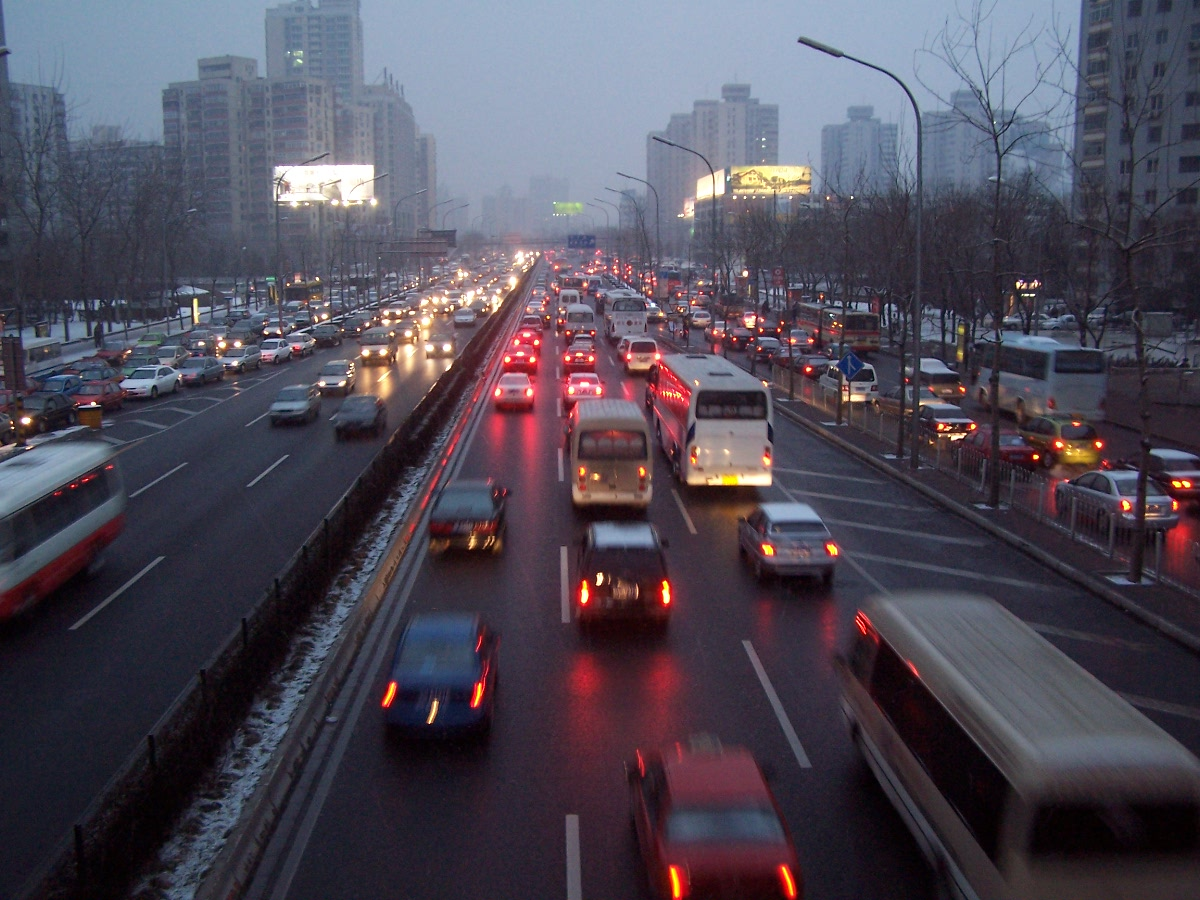
Verkehr in Peking

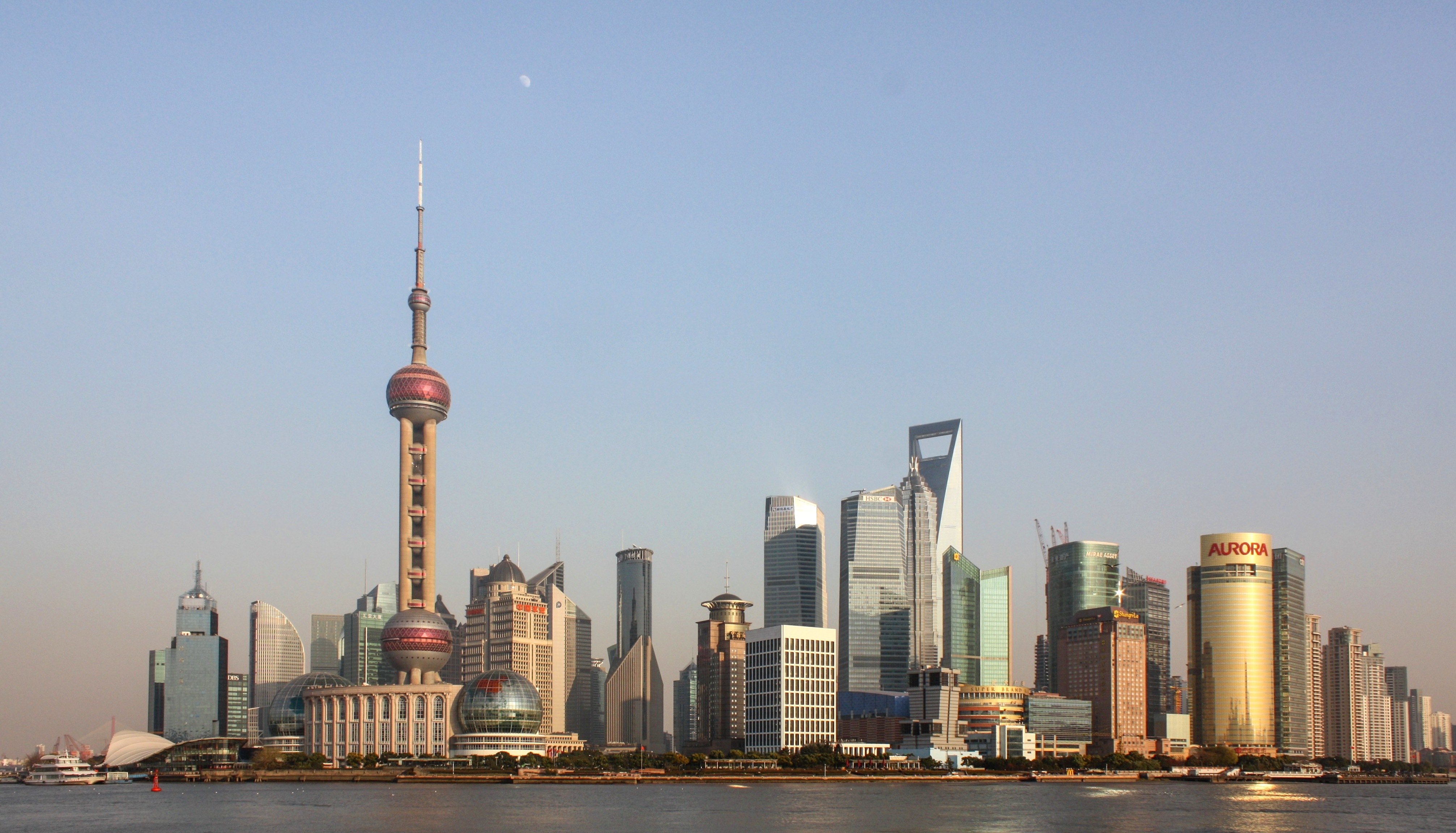
Pudong

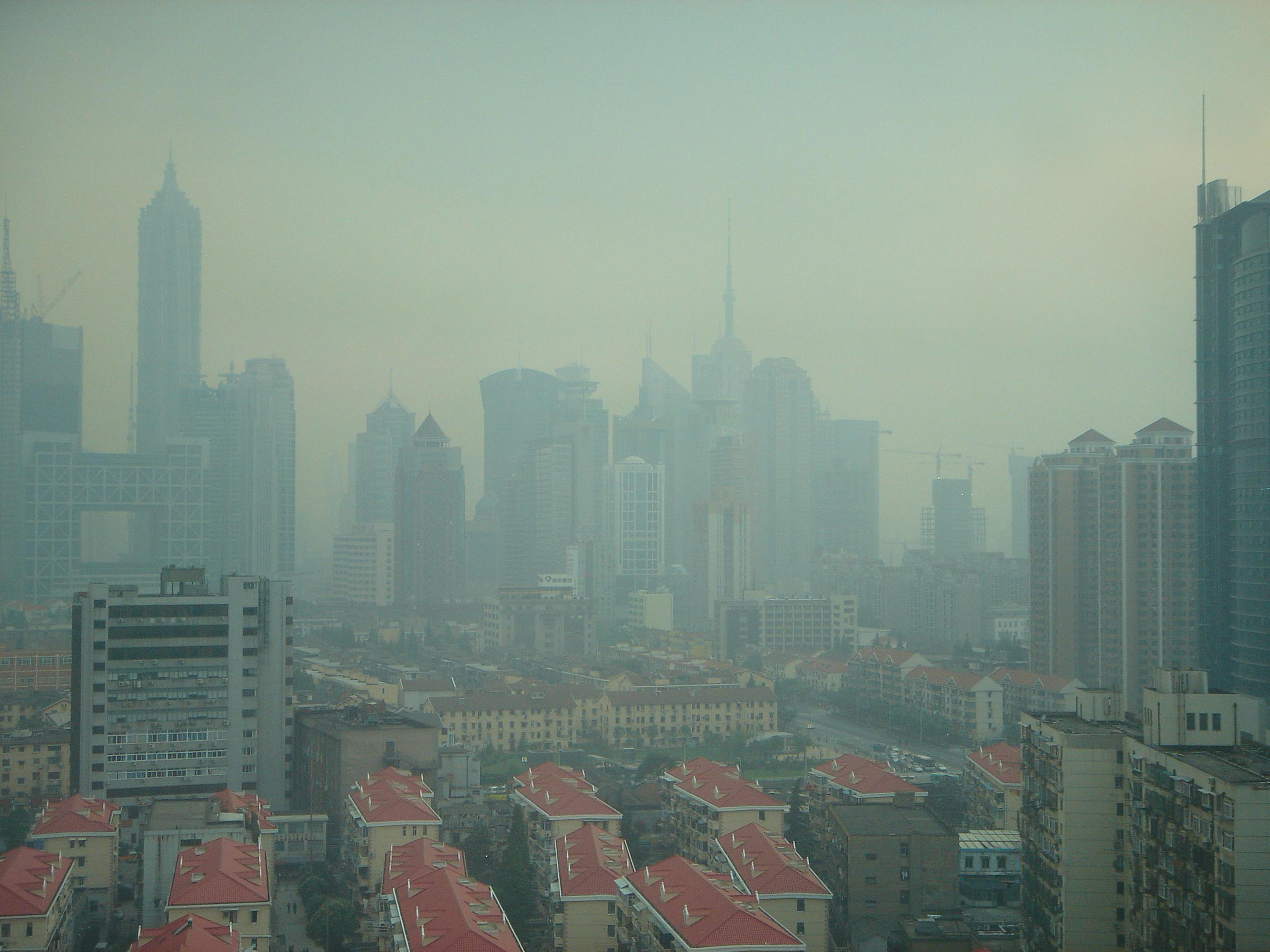
Schanghai im Smog. Sicht auf Pudong

Massive urbanistische Veränderungen fanden im ersten Drittel des 20. Jahrhunderts vor allem in den unter ausländischem Einfluss stehenden Städten wie Hongkong und Schanghai statt, die sich nach westlichen Vorbildern zu Handels- und Dienstleistungsmetropolen entwickelten. In China selbst behinderten permanente Unruhen und Bürgerkriegswirren, aber auch die kriegerischen Verwicklungen mit Japan die städtebauliche Entwicklung. Zeitweilige Hauptstadt war ab 1912 und speziell 1927–37 Nanjing. Nach Gründung der Volksrepublik China durch Mao Zedong am 1. Oktober 1949 erklärte die kommunistische Regierung Peking wieder zur Hauptstadt.
Der Ausbau der Hauptstadt und der Kampf gegen jahrtausendealte Traditionen hatten in der Folge Priorität. Alte Tempelanlagen und andere religiöse Einrichtungen wurden nach stalinistischem Vorbild zerstört oder zweckentfremdet. So wurde zum Beispiel der Tempel der Gepflegten Weisheit in Peking zu einer Drahtfabrik umfunktioniert und im Tempel des Feuergottes wurden Glühbirnen hergestellt. In den 1940er Jahren besaß Peking noch 8.000 Tempel und Denkmäler, in den 1960er Jahren war diese Zahl auf 150 geschrumpft. Auch die Stadtmauern von Peking wurden großteils beseitigt, der Tian’anmen-Platz als monumentaler Aufmarschplatz umgestaltet. Aufgrund unzureichender Wohnbauleistungen und massenhaften Zuzugs vom Lande kam es zu katastrophalem Mangel an städtischem Wohnraum und zur Überbelegung veralteter Bausubstanz.
Seit dem Einsetzen der wirtschaftlichen Reformperiode in den 1980er Jahren unterliegen Chinas Städte einem beschleunigten Modernisierungsprozess, der sich als „Amerikanisierung“ darstellt. Büro- und Wohnhochhäuser, eine explosiv fortschreitende Massenmotorisierung und die Schaffung neuer Stadtzentren (etwa Schanghais Pudong) und Satellitenstädte bewirken aber auch gravierende Umweltprobleme. Schanghai spielt heute erneut die Vorreiterrolle für die Modernisierung Chinas und profiliert sich als Standort für die Entwicklung von Bio-, IT- und Mikroelektroniktechnologien sowie Sitz zahlreicher internationaler finanzieller Institutionen. Peking und Schanghai nehmen allerdings auch eine Führungsrolle bei den Problemen der Überbevölkerung und Umwelt ein. Smog, Lärmbelastung und die Verschmutzung der Flüsse haben in Chinas Städten dramatische Ausmaße erreicht. 1996 ist Schanghai zu einer der am stärksten umweltgeschädigten Städte weltweit erklärt worden. Im Juli 2001 erklärte das Internationale Olympische Komitee Peking zum Austragungsort der Olympischen Sommerspiele 2008. In diesem Zusammenhang kam es auch zu einer weltweiten Bewusstmachung der aktuellen Probleme der chinesischen Städte. Als Gegenbewegung zur beschleunigten Modernisierung ist der aktuelle Trend zu einem rekonstruierenden Historismus festzustellen. Die Millionenstadt Datong, eine Bergbaumetropole, führt derzeit beispielsweise aus vorwiegend touristisch-kommerziellen Gründen einen Stadtumbau der Innenstadt im Stil der Ming-Dynastie durch. Das 6 Milliarden Euro teure Projekt soll besonders die finanzkräftige Mittelschicht ansprechen. Die Rekonstruktion ist nach westlichen Presseberichten nur eine ungefähre. 40.000 Bewohner der Altstadt werden abgesiedelt, im neuen alten Zentrum mit seiner historisierenden Kulissenarchitektur entstehen Luxuswohnungen.